# トヨタ・プロエースシティ
プロエースシティ（PROACE City）は、トヨタ自動車の欧州部門がヨーロッパで販売しているフルゴネットタイプの小型ライトバンおよびレジャー・アクティビティ・ビークルである。乗用車仕様はプロエースシティ ヴァーソ（Proace City Verso）と呼ばれる。
グループPSAとの協業が前提のため、当初からプジョー・リフター/プジョー・パートナー、シトロエン・ベルランゴとの兄弟車であったが、2021年のステランティスグループの成立に伴い、ステランティスグループのフィアット・ドブロ、オペル・コンボも兄弟車種となった。

## 概要
2012年7月、欧州トヨタ（TME）とPSAプジョー・シトロエン（PSA）は、2013年半ばから欧州において小型商用車をTMEにOEM供給することで合意。2018年11月にはPSAからの商用車のOEM供給を拡大することを発表した。供給されるのはスペインのビーゴ工場で生産される小型バンで、2019年末から供給を開始する。
2019年4月18日に発表。同月30日「バーミンガム商用車ショー2019」にて実車を初公開。プジョー・リフター/プジョー・パートナー、シトロエン・ベルランゴ、オペル・コンボ、フィアット・ドブロとは兄弟車にあたるが、フロントのデザインはトヨタらしいデザインに変更されている。
5人乗りのショートボディと7人乗りのロングボディが用意され、パワートレインは1.2Lガソリンエンジンと1.5Lディーゼルエンジンが選択できる。
大型のトヨタ・プロエースの乗用仕様は欧州全域で販売されているが、プロエースシティの乗用仕様は欧州の右側通行・左ハンドル国のみで販売され、イギリスなどの欧州の左側通行・右ハンドル国では商用仕様のみの販売となる。
また、欧州市場ではプロエースシティの電気自動車仕様も販売されている。
日本市場には正規導入されていないが、一部の輸入業者によって並行輸入が行われている。